# Дністер. Туристичний путівник
«Дністер. Туристичний путівник» — двотомний історико-краєзнавчий путівник Олени Крушинської (видавництво «Центр Європи», Львів).
2016 року вийшов перший том путівника «Від витоків до гирла Збруча» (624 сторінки, 929 ілюстрацій: сучасні й архівні світлини, малюнки, картосхеми); 2017-го — другий том «Від гирла Збруча до Чорного моря» (496 сторінки, 645 ілюстрацій).

## Загальна характеристика
Це видання — перший путівник і перше історично-краєзнавче видання, присвячене Дністру — одній з трьох найдовших річок України (1362 км). Вона бере початок у Карпатах і впадає у Чорне море, перетинаючи на своєму шляху по Україні й Молдові чотири історико-географічні регіони: Галичину, Поділля, Буковину й Бессарабію — звідси й розмаїття пам'яток, зосереджених на її берегах. У книзі розповідається про замки, фортеці, монастирі, муровані й дерев'яні храми і синагоги, забудову історичних містечок, панські маєтки і печерні монастирі — загалом понад 500 пам'яток архітектури (в 1-му томі). У путівнику можна знайти інформацію про фортифікації часів Першої і Другої світових воєн, залізниці, промислові споруди, млини, мости і поромні переправи, а також про наймальовничіші природні об'єкти: каньйони Дністра та його допливів, гори, скелі, водоспади, озера, заповідні урочища і печери.
Путівник написано на основі автомобільних подорожей авторки (2003—2014), сплавів у складі еколого-культурологічної експедиції «Дністер» (2004—2013) та опрацювання великого масиву літератури (перелік основних літературних джерел наведено наприкінці кожного тому, як і географічні покажчики й звідні таблиці пам'яток). Надихнув авторку на створення путівника і став її науковим консультантом багаторічний капітан експедиції «Дністер» Валентин Стецюк. Він також написав передмову під назвою «Феномен Дністра». А історії експедиції «Дністер» авторка присвятила один із додатків, розміщений наприкінці другого тому поряд зі статтями про судноплавство і водний туризм на Дністрі та про дослідника середини ХІХ ст. О. С. Афанасьєва-Чужбинського і його «Нариси Дністра».

## Маршрути
Шлях від витоків до гирла Дністра розділено на 11 маршрутів, з них 5 подаються як для туристів-водників і містять поради з навігації, а решта рекомендована для автотуризму.
Перший том охоплює ділянку Дністра від його витоків до гирла Збруча — річки-кордону, що колись розділяла Австро-Угорську й Російську імперії, міжвоєнну Польщу й Радянський Союз. Найхарактерніші категорії пам'яток для описаної ділянки: дерев'яні церкви й дзвіниці, забудова історичних містечок, костели, кляштори, маєтки польської шляхти, руїни замків XIV—XVII ст. (Галич, Золотий Потік, Раковець, Чернелиця, Язловець, Червоногород, Новосілка, Кривче, Кудринці, Окопи), пам'ятки княжої доби та музеї, об'єднані у складі Національного заповідника «Давній Галич», австрійські фортифікації часів Першої світової війни, буковинські церкви й монастирі. Маршрути 5–7 присвячені Дністровському каньйону з його стрімкими меандрами, урвистими скелястими берегами, густими лісами, каскадами водоспадів і культовими печерами, а також каньйоноподібним долинам дністровських допливів: Джурина, Стрипи, Серету й Збруча.
Другий том охоплює ділянку Дністра від гирла Збруча до Чорного моря. На ній Дністер тричі змінює свій вигляд: до Дністровської ГЕС це водосховище з прямовисними скелястими берегами, за греблею це знову швидкоплинна річка, а при впадінні у лиман він утворює розлогі плавні, що охороняються у складі Нижньодністровського НПП. Саме на ділянці, включеній до II тому, розташовані найбільші на Дністрі фортеці (Хотинська, Сороцька, Бендерська, Аккерманська) та печерні монастирі. На берегах лиману розкинувся Білгород-Дністровський з його фортецею та десятками інших пам'яток різних епох, неподалік — Шабо, колишня колонія швейцарських виноробів, де нині діє Центр культури вина. Вперше поза межами наукових публікацій описано придністровські споруди «лінії Сталіна». Пам'яткам, ландшафтам і колориту Молдови та специфіці невизнаної ПМР присвячено окремий розділ — фактично перший український путівник Молдовою (своєрідна «книжка в книжці»).

## Зміст першого тому
- Від автора
- Вступ до першого тому
- Феномен Дністра (передмова В.Стецюка)
- Маршрут 1. Верхів'я Дністра
- Маршрут 2. Від Самбора до Миколаєва
- Маршрут 3. Від Миколаєва до Галича
- Маршрут 4. Від Галича до Нижнева
- Маршрут 5. Від Нижнева до Чернелиці
- Маршрут 6. Від гирла Стрипи до Заліщиків
- Маршрут 7. Від Заліщиків до гирла Збруча
- Основна література до першого тому
- Перелік описаних у I томі пам'яток (крім втрачених), за течією Дністра
- Покажчик населених пунктів до I і II томів
- Покажчик річок (річки, потічки, канали) до I і II томів
- Покажчик водойм (озера, лимани, водосховища, моря) до I і II томів

## Зміст другого тому
- Від автора
- Вступ до другого тому
- Маршрут 8. Від Жванця і Хотина до Дністровської ГЕС
- Маршрут 9. В околицях Могилева-Подільського
- Маршрут 10. По Молдові
- Маршрут 11. Дністровський лиман
- Додатки:
  - Судноплавство на Дністрі
  - Водний туризм на Дністрі
  - Експедиція «Дністер»
  - Афанасьєв-Чужбинський та його «Нариси Дністра»
  - Основна література до II тому
  - Перелік описаних у II томі пам'яток (крім втрачених), за течією Дністра
  - Покажчик населених пунктів до I і II томів
  - Покажчик річок (річки, потічки, канали) до I і II томів
  - Покажчик водойм (озера, лимани, водосховища, моря) до I і II томів

## Презентації
У 2016—2018 роках авторка провела презентації першого і другого томів книжки «Дністер. Туристичний путівник» у Києві — у Державній науковій архітектурно-будівельній бібліотеці імені В. Г. Заболотного та у Національній бібліотеці України імені Ярослава Мудрого, у Львові — у палаці Потоцьких Львівської галереї мистецтв та у кав'ярні-галереї «Штука», у Тернополі — в обласній універсальній науковій бібліотеці.

## Відзнаки
Перший том двотомного видання «Дністер. Туристичний путівник» (том 1 — «Від витоків до гирла Збруча» (2016), том 2 — «Від гирла Збруча до Чорного моря» (2017)) виборов премію «Найкраща книга Форуму видавців 2016» за спеціальною відзнакою малого журі «Львовознавці» й посів перше місце за 2016 рік у читацько-бібліотечному рейтингу, укладеному Державною науковою архітектурно-будівельною бібліотекою імені В. Г. Заболотного до 25-річчя Незалежності. Перший і другий томи «Дністра» увійшли у короткі списки Всеукраїнського рейтингу «Книжка року» у номінації «Візитівка» / «Краєзнавча і туристична література — дорожні нотатки — урбаністика» у 2016 і 2017 році, відповідно.